# Erich Kröhnke
Erich Eberhard Helmut Kröhnke (* 18. Februar 1907 in Neisse; † nach 1973) war ein deutscher Drehbuchautor.

## Leben und Wirken
Über Kröhnkes Herkunft und Werdegang ist derzeit nichts bekannt. Mit Beginn der NS-Diktatur begann sein Aufstieg im Reich; bereits 1934 überließ man ihm die künstlerische Oberleitung bei dem das Führerprinzip huldigenden, ebenso propagandistischen wie aufwändigen Historienfilm Der alte und der junge König. Auch sein Folgewerk, wo er als Drehbuchautor debütierte, Der Ammenkönig, besaß unzweifelhaft politisch braune Untertöne. Zwar blieb Erich Kröhnke nach einem das friderizianische Preußentum glorifizierenden Filmporträt, Fridericus, zu dem er gemeinsam mit dem Vorlageautor-Kollegen Walter von Molo das Drehbuch verfasste, bis zum Kriegsende 1945 filmabstinent, aber offensichtlich stand er während des Krieges in Diensten von Joseph Goebbels’ Propagandaministerium, wie ein dortiger Aktenfund („Einsatz als Wort-, Bild- oder Kriegsberichter, Pressestenograph oder -betreuer. Fragebogen und Bewerbung: Bd. 67“) belegt.
In der noch jungen Bundesrepublik gelang Kröhnke mühelos der Wiedereinstieg ins Filmgeschäft. Dennoch blieb sein Œuvre eklektischer Natur, und er schrieb (oft in Zusammenarbeit mit Kollegen) die Manuskripte zu den verschiedensten (dramatischen) Filmstoffen: die Aussätzigengeschichte Die Toteninsel, das Zirkusmelodram Rivalen der Manege, die TV-Rekonstruktion der Ereignisse im Sommer 1944 in der französischen Hauptstadt Paris muß brennen!, die deutsche Fassung des Horrorstreifens Nachts, wenn Dracula erwacht sowie die beiden Adaptionen von Agatha Christies Zehn kleine Negerlein aus der Produktion von Harry Alan Towers, Geheimnis im blauen Schloß und Ein Unbekannter rechnet ab. Danach verliert sich seine Spur.
Kröhnke hatte mit seiner Frau, der Schauspielerin Maria Hufnagl, eine Tochter, die Lehrerin, Regisseurin und Theaterschauspielerin Gesine Kröhnke (* 1939).

## Filmografie (komplett)
als Drehbuchautor wenn nicht anders angegeben
- 1934: Der alte und der junge König (nur künstlerische Oberleitung)
- 1935: Der Ammenkönig
- 1936: Fridericus
- 1950: Verträumte Tage
- 1951: Blaubart
- 1952: Hinter Klostermauern
- 1955: Die Toteninsel
- 1958: Rivalen der Manege
- 1960: … und keiner schämte sich
- 1965: Geheimnis im blauen Schloß (Ten Little Indians) (dt. Fassung)
- 1965: Paris muß brennen! (Fernsehfilm)
- 1967: Interpol (TV-Filmreihe): …geborene Lipowski
- 1968: Madame Cailleaux (Fernsehfilm)
- 1970: Nachts, wenn Dracula erwacht (El conde Dracula) (dt. Fassung)
- 1971: Diabolisch (Night Child) (nur Story)
- 1973: Ein Unbekannter rechnet ab